# Концентричний замок

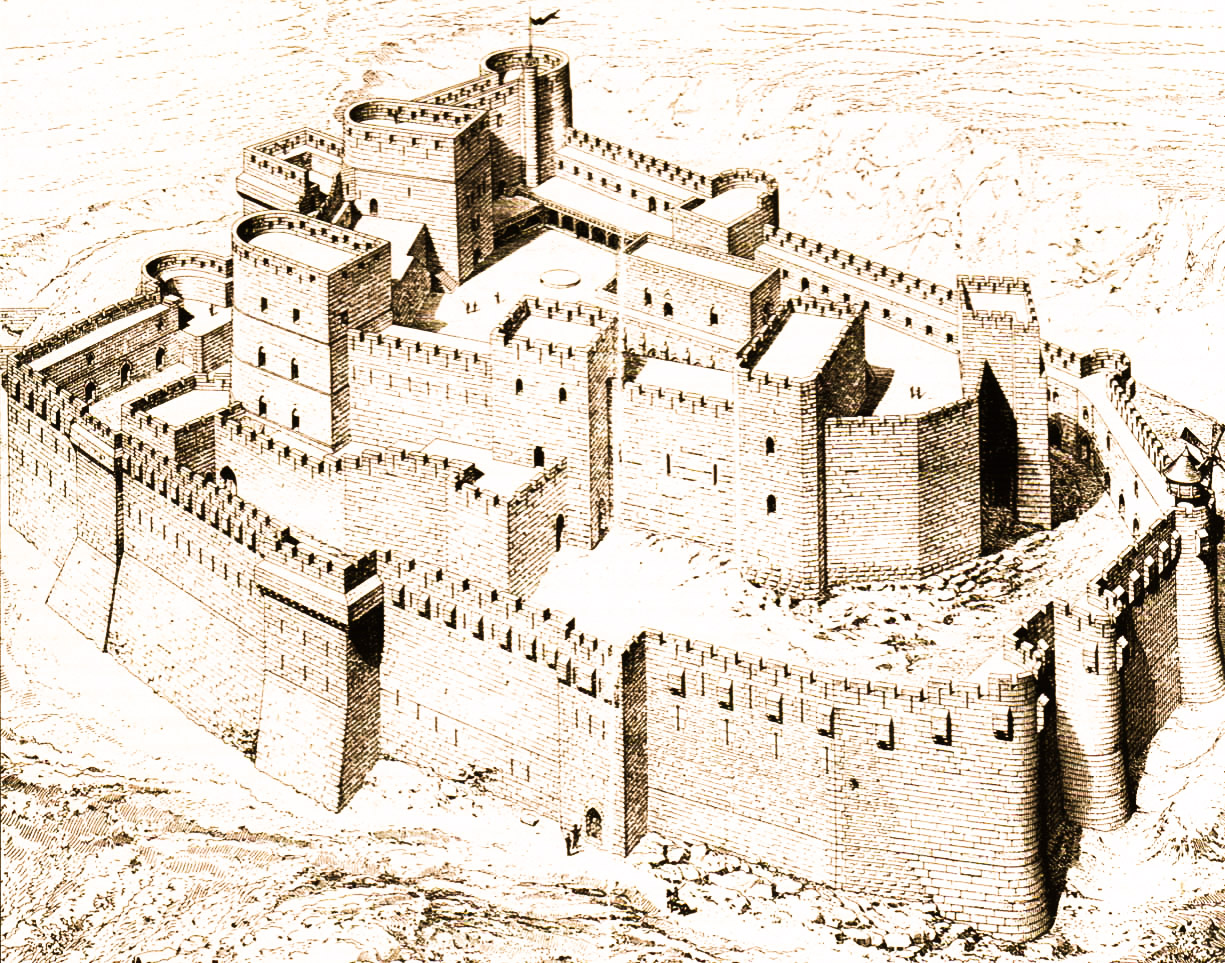
Концентричний замок Крак де Шевальє (Сирія, 1142—1170)

Концентричний замок — замок з двома або більше кільцями стін. Зовнішня стіна відрізняється легшою конструкцією і знаходиться на відстані 15 метрів від внутрішньої. Рівень куртини зовнішньої лінії робили низьким, щоб у разі її прориву супротивник опинявся перед потужнішою внутрішньою стіною, під посиленим вогнем зі стін і веж.
Ідея планування концентричних замків була запозичена європейцями у східних будівельників під час Хрестових походів. Перші зразки концентричних замків були зведені хрестоносцями в Сирії.